# Марђинени-Мунтени (Бакау)
Марђинени-Мунтени (рум. Mărgineni-Munteni) насеље је у Румунији у округу Бакау. Oпштина се налази на надморској висини од 164 m.

## Становништво
Према подацима из 2011. године у насељу је живело 8033 становника.